# Sokourani-Missirikoro
Sokourani-Missirikoro is een gemeente (commune) in de regio Sikasso in Mali. De gemeente telt 3400 inwoners (2009).
De gemeente bestaat uit de volgende plaatsen:
- Kadonbougou
- Kounfouna
- Massabougou
- Sokourani (hoofdplaats)
- Zerila